# Petrotilapia
Petrotilapia es un género de peces de la familia Cichlidae. Es endémica del lago Malawi en África oriental.

## Especies
Actualmente hay diez especies reconocidas en este género:
- Petrotilapia chrysos (Stauffer & van Snik, 1996)
- Petrotilapia flaviventris (Lundeba, Stauffer & Konings, 2011)
- Petrotilapia genalutea (A. C. Marsh, 1983)
- Petrotilapia microgalana (Ruffing, A. Lambert & Stauffer, 2006)
- Petrotilapia mumboensis (Lundeba, Stauffer & Konings, 2011)
- Petrotilapia nigra (A. C. Marsh, 1983)
- Petrotilapia palingnathos (Lundeba, Stauffer & Konings, 2011)
- Petrotilapia pyroscelos (Lundeba, Stauffer & Konings, 2011)
- Petrotilapia tridentiger (Trewavas, 1935)
- Petrotilapia xanthos (Lundeba, Stauffer & Konings, 2011)